# Goguryeo‐Wei-Krieg
Der Goguryeo-Wei-Krieg war eine Serie von Invasionen des koreanischen Königreichs Goguryeo von 244 bis 245 durch den chinesischen Staat Cao Wei.
Die Invasionen, eine Vergeltung für den Überfall der Goguryeo im Jahr 242, zerstörten die Goguryeo-Hauptstadt Wandu Shancheng, zwangen den König zur Flucht und brachen die Beziehungen zwischen den Goguryeo und den anderen Stämmen Koreas, die einen Großteil der Wirtschaft Goguryeos ausmachten. Obwohl sich der König der Gefangennahme entzog und sich schließlich in einer neuen Hauptstadt niederließ, wurde Goguryeo auf eine solche Unwesentlichkeit reduziert, dass der Staat ein halbes Jahrhundert lang in chinesischen Geschichtstexten nicht erwähnt wurde.
Als Goguryeo wieder in den chinesischen Annalen auftauchte, hatte sich der Staat zu einem viel mächtigeren politischen Gebilde entwickelt – daher wurde die Wei-Invasion von Historikern als ein Wendepunkt in der Geschichte Goguryeos identifiziert, der die verschiedenen Stadien von Goguryeos Wachstum teilte. Darüber hinaus beinhaltete der zweite Feldzug des Krieges die bis dahin weiteste Expedition einer chinesischen Armee in die Mandschurei und trug daher entscheidend dazu bei, die ersten Schilderungen der dort lebenden Völker zu liefern.

## Hintergrund

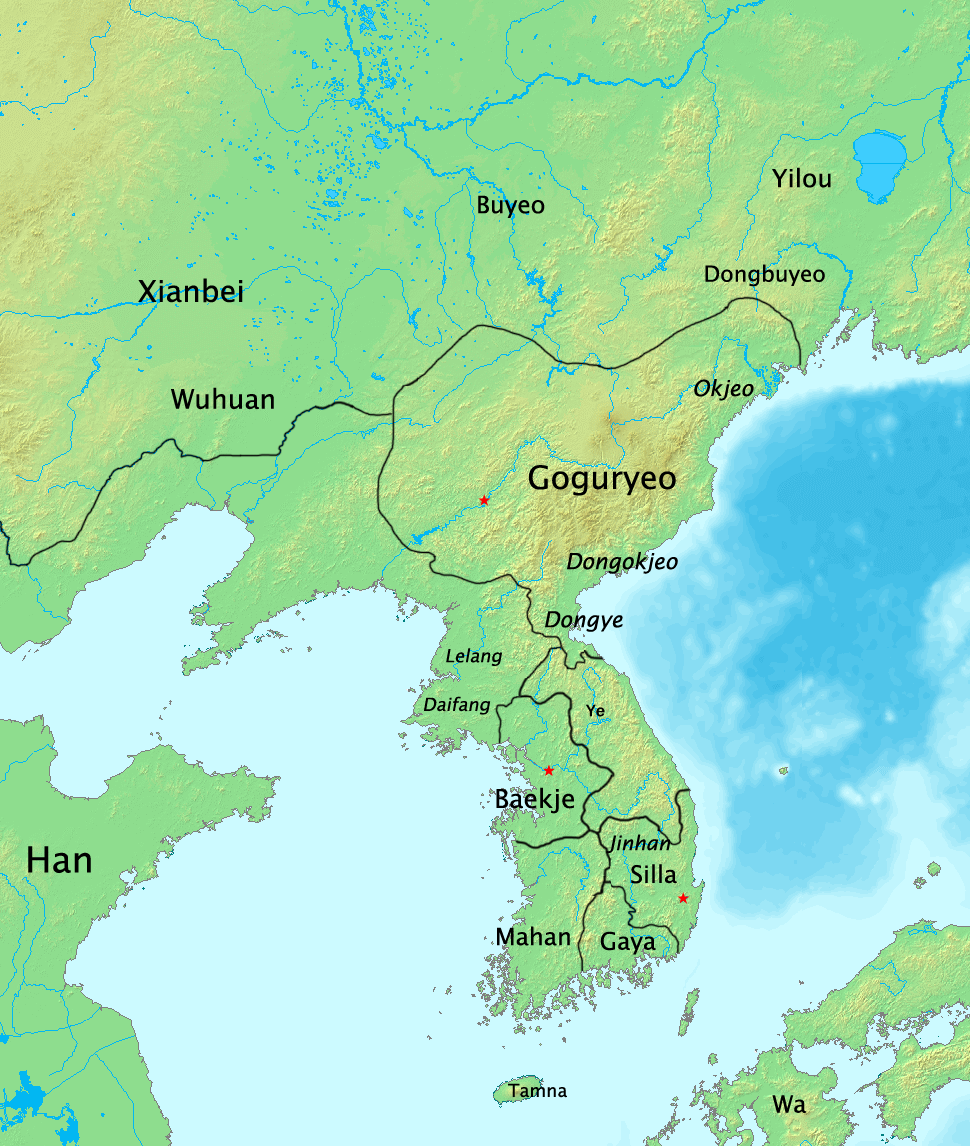
Die koreanische Halbinsel nach der Ausnutzung der Erbstreitigkeiten durch Gongsun Kang im Jahr 204. Der rote Stern in Goguryeo steht für den Standort der neuen Hauptstadt Wandu Shancheng.

Das Gemeinwesen von Goguryeo entwickelte sich unter den Völkern der Mandschurei und der Koreanische Halbinsel im 1. und 2. Jahrhundert v. Chr., als die chinesische Han-Dynastie ihre Kontrolle auf Nordostasien ausweitete und die vier Kommandanturen der Han schuf. Mit dem Wachstum und der Zentralisierung von Goguryeo nahm der Kontakt und Konflikt zwischen Goguryeo und China zu. Goguryeo festigte seine Macht durch die Eroberung der Gebiete im Norden der Halbinsel, die unter chinesischer Herrschaft standen. Als die Han-Dynastie im 2. Jahrhundert n. Chr. in innenpolitischen Unruhen versank, übernahm der Kriegsherr Gongsun Du die Kontrolle über die Kommandanturen von Liaodong (遼東) und Xuantu, die direkt an Goguryeo angrenzen. Gongsun Du's Fraktion stritt trotz anfänglicher Zusammenarbeit oft mit den Goguryeo und der Konflikt hatte seinen Höhepunkt im Goguryeo-Nachfolgestreit von 204, die Gongsun Du's Nachfolger Gongsun Kang ausnutzte, erreicht. Obwohl der von Gongsun Kang unterstützte Kandidat schließlich besiegt wurde, sah sich der Sieger Sansang von Goguryeo gezwungen, seine Hauptstadt südöstlich nach Wandu Shancheng (dem heutigen Ji’an, Jilin) am Fluss Yalu zu verlegen, was besseren Schutz bot. Gongsun Kang zog ein und stellte die Ordnung in der Kommandantur von Lelang wieder her und errichtete die neue Kommandantur Daifang, indem er den südlichen Teil von Lelang teilte.
Verglichen mit der landwirtschaftlich reichen ehemaligen Hauptstadt Jolbon lag Wandu Shancheng in einer Bergregion mit wenig Ackerland. Um die Wirtschaft aufrechtzuerhalten, musste Wandu Shancheng ständig Ressourcen von den Völkern auf dem Land abziehen, zu denen auch die Stammesgemeinschaften Okjeo und Ye gehörten. Die Okjeo sollen als quasi Sklaven des Goguryeo-Königs gearbeitet haben, indem sie Vorräte (wie Stoffe, Fisch, Salz und andere Meeresprodukte) aus dem Nordosten der Halbinsel in das Yalu-Becken transportierten, was die Regelungen widerspiegelt, die die Goguryeo nach dem Einzug von Gongsun Kang treffen mussten. Bis in die 230er Jahre hatten die Goguryeo ihre Stärke aus diesen tributpflichtigen Beziehungen zurückgewonnen und ihre Präsenz in der Jolbon-Region wiedererlangt. 234 nahm der Nachfolgestaat der Han-Dynastie, Cao Wei, freundschaftlichen Kontakt zu Goguryeo auf, und 238 zerstörte ein Bündnis zwischen Wei und Goguryeo den gemeinsamen Feind Gongsun Yuan, den letzten der Gongsun-Kriegsherren (siehe Sima Yis Liaodong-Feldzug). Wei übernahm alle Gebiete von Gongsun Yuan, einschließlich Lelang und Daifang – nun dehnte sich der Einfluss von Wei auf die an Goguryeo angrenzende koreanische Halbinsel aus.
Das Bündnis zerbrach im Jahr 242, als König Dongcheon von Goguryeo den Bezirk Liaodong in Xi'anping (西安平; in der Nähe des heutigen Dandong, Liaoning) an der Mündung des Yalu-Flusses plünderte. Das Motiv für den Überfall, auch wenn es nicht ganz klar ist, wurde entweder als die Suche nach neuen landwirtschaftlichen Nutzflächen oder als ein Wettstreit um die Kontrolle des in der Nähe lebenden Volks des "Kleinen Flusses Maek" (小水貊), einem Stamm der Goguryeo, der für seine hervorragenden Bögen bekannt war, identifiziert. Da eine Goguryeo-Präsenz dort die Landwege zwischen dem chinesischen Kernland und den Komtureien der Halbinsel abschneiden würde, reagierte der Wei-Gerichtshof sehr heftig auf diese offensichtliche Bedrohung ihrer Kontrolle über Lelang und Daifang.

## Erster Feldzug

### Die Schlacht von Liangkou
Als Reaktion auf die Aggression Goguryeos brach der Inspektor der Provinz You (幽州刺史), Guanqiu Jian, im Jahr 244 mit sieben Legionen – insgesamt 10.000 Infanteristen und Kavalleristen – aus der Xuantu-Kommandantur nach Goguryeo auf. Vom Regierungssitz in Xuantu (nahe dem heutigen Shenyang, Liaoning) zog die Armee von Guanqiu Jian das Tal des Suzi-Flusses (蘇子河), eines Nebenflusses des Hunjiang-Flusses, hinauf in den heutigen Kreis Xinbin, überquerte von dort aus die Wasserscheide im Osten und drang in das Tal des Hunjiang-Flusses ein. König Dongcheon marschierte mit 20.000 Infanteristen und Kavalleristen aus seiner Hauptstadt Wandu Shancheng heraus, um der vorrückenden Armee entgegenzutreten. Die Armee des Königs durchquerte mehrere Flusstäler und traf am Zusammenfluss des Fu'er-Flusses (富爾江) und des Hunjiang-Flusses, einem Ort, der als Liangkou bekannt ist (梁口; das heutige Dorf Jiangkou 江口村 in Tonghua), auf die Armee von Guanqiu Jian. Liangkou sollte zum Schauplatz der ersten Kämpfe zwischen Guanqiu Jian und König Dongcheon werden.
Über den Verlauf der Kämpfe gibt es unterschiedliche Quellen. Die spätere koreanische Quelle der Samguk Sagi gibt an, dass die Armee von Guanqiu Jian im achten Mondmonat des Jahres einmarschierte, aber zweimal besiegt wurde, bevor sie die entscheidende Schlacht gewann, die den König zurück in die Hauptstadt trieb. In der ersten Schlacht, so Samguk Sagi, traten die 20.000 Fuß- und Pferdesoldaten von König Dongcheon gegen die 10.000 Mann starke Armee von Guanqiu Jian am Hunjiang-Fluss an. Diese Schlacht gewann Goguryeo und enthauptete 3.000 Wei-Soldaten. Das zweite Gefecht soll sich in einem "Tal des Liangmo" (梁貊之谷) abgespielt haben, wo Goguryeo erneut siegte und 3.000 weitere Soldaten gefangen nahm und tötete. Die beiden Siege schienen dem König zum Kopf gestiegen zu sein, wie er seinen Generälen gegenüber bemerkte: "Die Wei-Armee, so riesig, kann sie es mit einer kleinen Streitmacht von uns nicht aufnehmen, Guanqiu Jian ist ein großer General von Wei, und heute liegt sein Leben in meinen Händen!" Dann führte er 5.000 Reiter an, um den Angriff auf Guanqiu Jian anzuführen, der seine Truppen in quadratischer Formation aufgestellt hatte und verzweifelt kämpfte. Am Ende wurden in dieser letzten Schlacht 18.000 Goguryeo-Männer getötet, und der besiegte König floh mit etwas mehr als tausend Reitern in die Ebene von Yalu (鴨綠原).
Im Gegensatz dazu heißt es in der nahezu zeitgenössischen "Biographie von Guanqiu Jian" in Band 28 der "Chroniken der Drei Reiche", die die chinesische Darstellung dieser Schlacht enthält, dass König Dongcheon in dem gewaltigen Kampf bei Liangkou wiederholt besiegt und zur Flucht gezwungen wurde. Der japanische Forscher Hiroshi Ikeuchi weist darauf hin, dass die koreanische Darstellung aus der Biografie von Guanqiu Jian umgearbeitet wurde, indem die Ergebnisse der Kämpfe vor Liangkou rückgängig gemacht wurden, um Goguryeo's Ruf zu wahren. Derselbe Forscher weist auch darauf hin, dass der oben erwähnte Ort "Tal des Liangmos" von dem voreingenommenen, Goguryeo sympathisierenden Historiker fabriziert wurde. Nichtsdestotrotz stimmen sowohl chinesische als auch koreanische Quellen darin überein, dass König Dongcheon die Schlacht von Liangkou schließlich verlor und nach Wandu Shancheng zurückkehrte.

### Die Einnahme von Wandu Shancheng
Die Wei-Armee verfolgte nach der Schlacht von Liangkou die vertriebene Goguyeo-Armee. Nach der chinesischen Quelle "Geschichte der Nördlichen Dynastien" erreichte Guanqiu Jian Chengxian (赬峴), das als der heutige Bergpass Xiaobancha Bergkamm (小板岔嶺), auch Banshi Bergkamm (板石嶺) genannt, bestimmt wurde. Da die Bergregion die Kavallerie unwirksam machte, befestigte die Wei-Armee die Pferde und Streitwagen dort und kletterte bis zur Bergstadt Wandu Shancheng hinauf. Guanqiu Jian stürmte zunächst die Festung, die die Hauptstadt verteidigte und überfiel dann die Hauptstadt, wo die Wei-Armee viel Zerstörung anrichtete und über Tausende von Menschen tötete und gefangen nahm. Guanqiu Jian verschonte insbesondere das Grab und die Familie von Deukrae (得來), einem Goguryeo-Minister, der häufig gegen Aggressionen gegen Wei protestierte und aus Protest verhungerte, als sein Rat nicht beachtet wurde. Der König und seine Familie flohen aus der Hauptstadt.

Nachdem die Hauptstadt der Goguryeo unterworfen worden war, kehrte Guanqiu Jian um den Juni im Jahr 245 mit seiner Armee in die Provinz You zurück. Auf dem Rückweg ließ er in Chengxian eine Tafel aufstellen, die an seinen Sieg erinnerte, den Ablauf der Ereignisse erläuterte und die an der Kampagne beteiligten Generäle auflistete. Ein Fragment des Denkmals wurde 1905, gegen Ende der Qing-Dynastie, entdeckt, das die folgende zerstörte Inschrift trägt: 

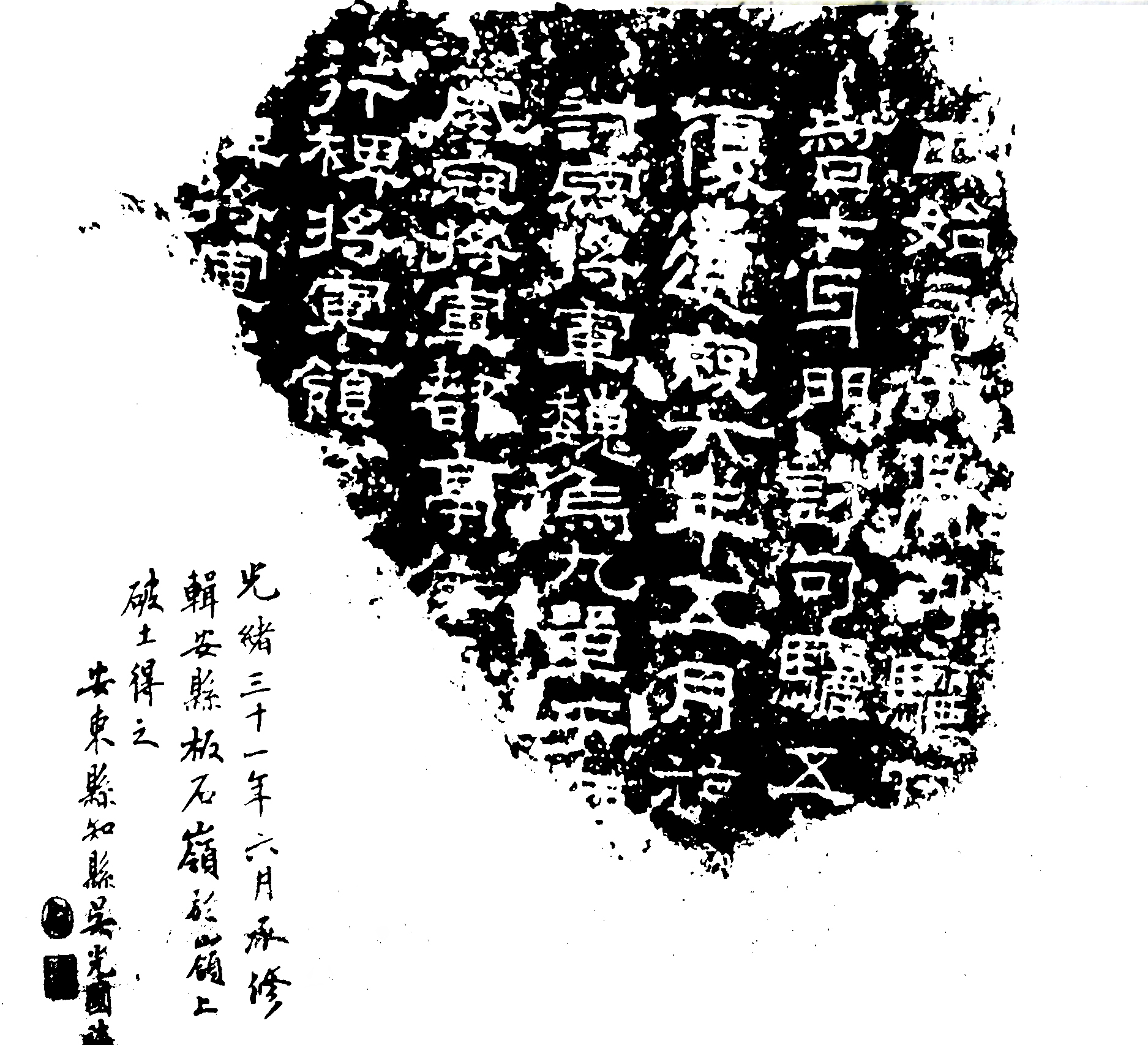
Das wiederentdeckte Fragment der Guanqiu-Jian-Gedenktafel.

| Im 3. Jahr des Zhengshi [?überfielen] die Goguryeo                                          | 正始三年高句驪[?寇]   |
| …befehligte die sieben Legionen und griff die Goguryeo an. Im 5. [?Jahr]…                   | 督七牙門討句驪五[?年] |
| …wieder die verbliebenen Feinde. Im 6. Jahr, dem 5. Monat, führte er [?seine Armee] zurück… | 復遣寇六年五月旋[?師] |
| General, der Eindringlinge vernichtet, Wuwan Chanyu von Wei…                                | 討寇將軍魏烏丸單于    |
| General, der Eindringlinge einschüchtert, Häuptling des Dorfes Marquis…                     | 威寇將軍都亭侯        |
| Expeditioneller Generalmajor besitzt…                                                       | 行裨將軍領            |
| …Generalmajor…                                                                              | 裨將軍                |

## Zweiter Feldzug

### Verfolgung von König Dongcheon durch Wang Qi

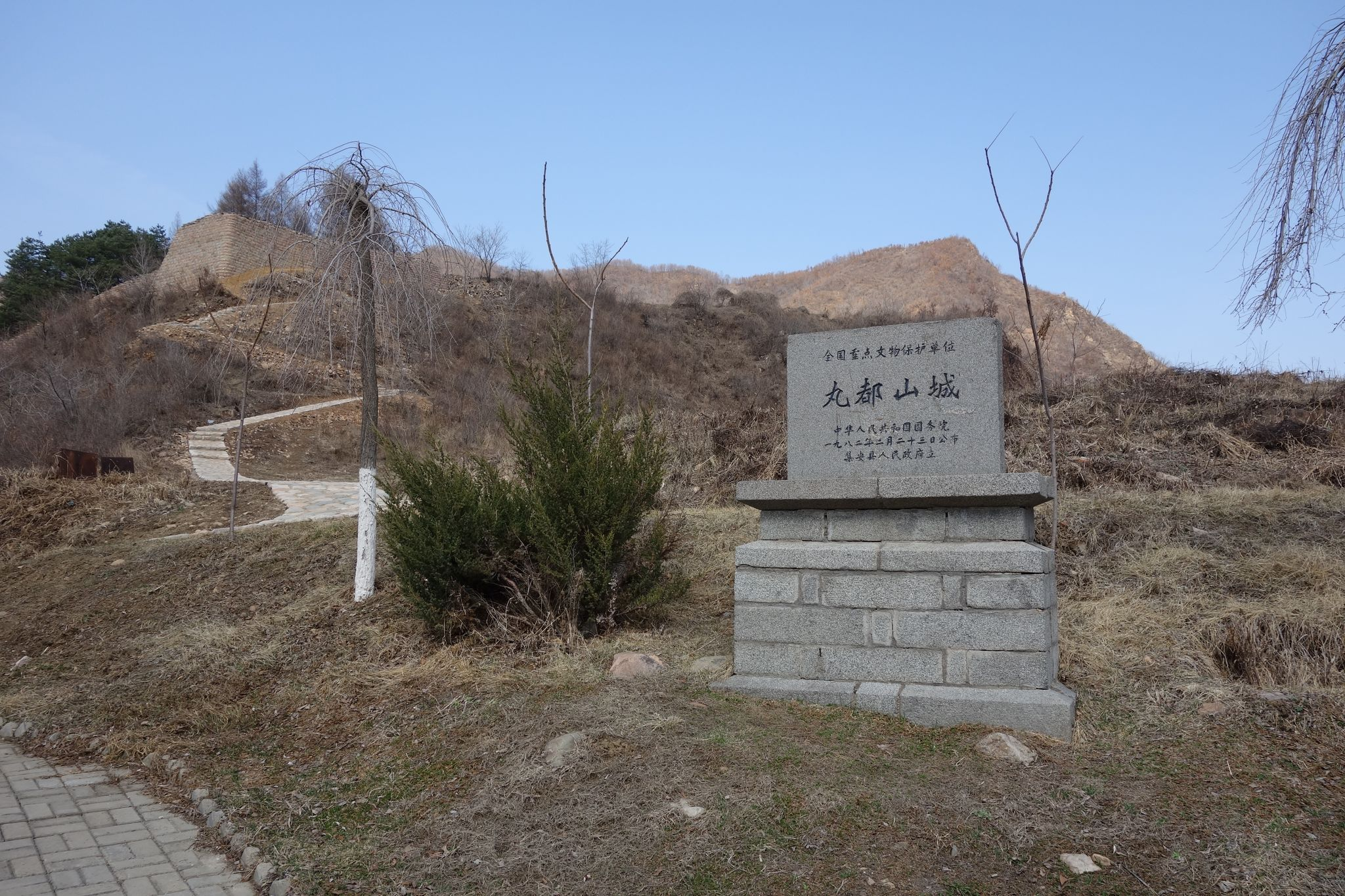
Die Ruinen von Wandu Shancheng, heute Teil des UNESCO-Weltkulturerbes "Hauptstädte und Grabmäler des antiken Königreichs Koguryo".

König Dongcheon war in die verlassene Hauptstadt von Wandu Shancheng zurückgekehrt, nachdem sich die Wei-Armee nach Hause zurückgezogen hatte, aber im selben Jahr schickte Guanqiu Jian den Großverwalter von Xuantu, Wang Qi (王頎), auf die Verfolgung des Königs. Da die Hauptstadt durch den vorherigen Feldzug stark verwüstet und schutzlos geworden war, musste der König mit seinen Adligen mehrerer Ränge erneut nach Süd-Okjeo (auch bekannt als Dongokjeo, "Ost-Okjeo") fliehen. Nach Angaben der Samguk-Sagi wurde die Flucht des Königs von Mil U (密友), einem Mann des Ostdepartements (東部), unterstützt, als die Truppen des Königs am Jukryeong-Pass fast bis auf die letzte Handvoll verstreut waren (竹嶺). Mil U sagte zum König: "Ich werde zurückgehen und den Feind in Schach halten, während Sie Ihre Flucht gut machen", und hielt den schmalen Pass mit drei oder vier Soldaten, während der König sich mit einer Gruppe befreundeter Truppen auf den Weg machte, um sich neu zu formieren. Der König setzte eine Belohnung für jeden aus, der Mil U zurück in Sicherheit bringen konnte und später Yu Ok-gu (劉屋句) fand Mil U mit schweren Verletzungen am Boden liegend. Darüber war der König so erfreut, dass er Mil U persönlich wieder gesund pflegte.
Die Verfolgungsjagd von Wandu Shancheng nach Süd-Okjeo führte die beiden Parteien über den Fluss Yalu nach Nordkorea. Die genaue Route der Verfolgungsjagd könnte am heutigen Kanggye vorbeigeführt worden sein, von wo aus es zwei Möglichkeiten gibt: eine Richtung Osten durch das Rangrim-Gebirge und dann nach Süden bis zum heutigen Changjin; die andere folgt dem Changja-Fluss nach Süden und biegt dann nach Osten ab, um Changjin zu erreichen. Von Changjin aus folgten der Verfolger und die Verfolgten dem Fluss Changjin (長津江) nach Süden, bis sie die weite und fruchtbare Ebene von Hamhung erreichten, wo der Fluss in die Ostkorea-Bucht mündete. Hier in Hamhung gedieh das Volk von Süd-Okjeo, und so suchte König Dongcheon hier Zuflucht. Von Changjin aus folgten der Verfolger und die Verfolgten dem Fluss Changjin (長津江) in Richtung Süden, bis sie die weiten und fruchtbaren Hamhung-Ebenen erreichten, wo der Fluss in die Ostkorea-Bucht mündete. Hier in Hamhung gedieh das Volk des südlichen Okjeo, und so suchte König Dongcheon hier Zuflucht. Der König floh erneut, und die Armee der Wei wandte sich nach Nord-Okjeo.
Die Samguk-Sagi bezieht sich auf ein Ereignis, das sich angeblich in Süd-Okjeo ereignet haben soll: Yu Yu (紐由), ein weiterer Mann der Ostabteilung, täuschte die Kapitulation von König Dongcheon vor, um die Verfolgung der Wei zu stoppen. Yu Yu, der Lebensmittel und Geschenke bei sich trug, wurde in das Lager eines namenlosen Generals von Wei eingelassen. Als der General ihn empfing, zog Yu Yu einen versteckten Dolch unter den Tellern hervor und erstach den Wei-General tödlich. Er wurde im nächsten Moment ebenfalls von den Bediensteten getötet, aber der Schaden war bereits angerichtet – die Wei-Armee, die ihren Kommandeur verloren hatte, wurde in Verwirrung gestürzt. König Dongcheon nutzte die Gelegenheit, um seine Truppen zu sammeln und schlug seinen Feind zurück. Die Wei-Armeen, die sich von der Verwirrung nicht erholen konnten, "zogen sich schließlich aus Lelang zurück". Diese Passage wurde in den chinesischen Aufzeichnungen keine Parallele gefunden, und Hiroshi Ikeuchi weist auf ihre Fehler hin: Der Verfasser dieser Passage in Samguk Sagi betrachtete die Region Süd-Okjeo und Lelang als identisch, obwohl sie tatsächlich auf entgegengesetzten Seiten der Halbinsel liegen; auch die Bezugnahmen auf das "östliche Departement" für Yu Yu und Mil U sind anachronistisch, da Goguryeo das Land erst in der Mitte der Goguryeo-Dynastie – d. h. nach der Herrschaft Dongcheons – in Departements unterteilte. Als solcher hielt Ikeuchi die Geschichten der Samguk-Sagi über die Wei-Invasion für unzuverlässig.
Entlang der Küste des Japanischen Meeres machte sich die Armee von Wang Qi auf den Weg in die Länder des Nord-Okjeo, von denen man heute annimmt, dass sie um das Gebiet von Jiandao herum liegen. Obwohl es Aufzeichnungen gibt, die darauf hindeuten, dass der König in die Siedlung Maegu im Nord-Okjeo kam (買溝, auch Chiguru 置溝婁 genannt; im heutigen Yanji), weiß man nicht, was aus dem König in Nord-Okjeo wurde und die Armee von Wang Qi zog weiter nördlich ins Landesinnere. Sie wandten sich an der Grenze zwischen Okjeo und den Sushen nach Nordwesten, durchquerten das Mudan-Flussbecken (entweder über Ning’an oder Dunhua), die Heimat des Volkes der Yilou (挹婁), und überquerten das Zhangguangcai-Gebirge (張廣才嶺) in die Ebenen auf der anderen Seite. Schließlich brachte sie ihr Weg nach Nordwesten in das Buyeo-Königreich am Ashi-Fluss im heutigen Harbin. Buyeos Regent Wigeo (位居), der im Namen des nominellen Königs Maryeo (麻余王) handelte, empfing die Wei-Armee formell außerhalb ihrer Hauptstadt im heutigen Distrikt Acheng und füllte ihre Vorräte auf. Nachdem sie ihre militärische Tragweite überschritten und ihr Ziel aus den Augen verloren hatten, wandte sich die Armee von Wang Qi von Buyeo nach Südwesten und kehrte zur Xuantu-Kommandantur zurück, vorbei an den heutigen Gebieten des Bezirks Nong'an und Kaiyuan. Nach ihrer Rückkehr hatten sie eine Rundreise durch Liaodong, Nordkorea und die Mandschurei hinter sich.

### Die Unterwerfung der Ye durch Gong Zun und Liu Mao
Gleichzeitig entsandte Wang Qi eine abgesonderte Truppe zum Angriff auf die Ye Ostkoreas, da diese mit Goguryeo verbündet waren. Die Truppe, angeführt von den Großadministratoren von Lelang und Daifang, Liu Mao (劉茂) bzw. Gong Zun (弓遵), startete von Süd-Okjeo aus und zog in südlicher Richtung durch die gesamte Länge der Region, die als die Sieben Kreise von Lingdong bekannt ist (嶺東七縣). Sechs der sieben Kreise – Dongyi (東暆), Bunai (不耐; auch Bu'er genannt 不而), Chantai (蠶台), Huali (華麗), Yatoumei (邪頭昧), Qianmo (前莫) – unterwarfen sich Liu Mao und Gong Zun, während der verbleibende Kreis Wozu (夭租縣), der mit Okjeo identisch ist, bereits von Wang Qi unterworfen worden war. Insbesondere der Markgraf von Bunai, die bedeutendste Grafschaft der Sieben, wurde so beschrieben, dass er mit all seinen Stammesangehörigen kapituliert hatte. Der Marsch von Liu Mao und Gong Zun entlang der Ostküste Koreas könnte sie bis nach Uljin gebracht haben, wo die Ältesten vor Ort sie über eine bewohnte Insel im Osten informierten, eine Insel, die möglicherweise Ulleungdo sein könnte. Eine weitere Inschrift wurde in Bunai errichtet, angeblich zur Erinnerung an die Taten von Wang Qi, Liu Mao und Gong Zun während des zweiten Feldzuges; im Gegensatz zu der Tafel, die Guanqiu Jian zugeschrieben wird, wurde diese Inschrift jedoch nicht gefunden.

## Nachwirkungen und Vermächtnis
Obwohl sich der König der Gefangennahme entzog, haben die Wei-Feldzüge viel zur Schwächung des Goguryeo-Königreichs beigetragen. Erstens wurden mehrere Tausend Goguryeo deportiert und nach China umgesiedelt. Zweitens, und noch wichtiger, trennten die Einfälle in Okjeo und Ye diese Goguryeo-Zuflüsse von der zentralen Herrschaftsstruktur und brachten sie wieder unter den Einfluss der Kommandanturen von Lelang und Daifang. Auf diese Weise entfernten Wang Qi und seine Generäle einen wesentlichen Teil der Goguryeo-Wirtschaft und versetzten Goguryeo einen schwereren Schlag als Gongsun Kang vor vierzig Jahren. Von den Ye unter dem Markgrafen von Bunai wurde erwartet, dass sie für Proviant und Transport sorgten, wenn Lelang und Daifang in den Krieg zogen, und der Markgraf selbst wurde 247 vom Hof der Wei zum Ye-König von Bunai (不耐濊王) erhoben. Darüber hinaus bestätigten Wang Qi's Eindringen in Buyeo's Territorium und die anschließende Begrüßung durch die Gastgeber die freundschaftlichen Beziehungen zwischen Wei und Buyeo und die Tribute von Buyeo an Wei sollen jährlich fortgesetzt worden sein.
Als König Dongcheon nach Wandu Shancheng zurückkehrte, stellte er fest, dass die Stadt zu stark vom Krieg verwüstet und zu nahe an der Grenze gelegen war, um eine geeignete Hauptstadt zu sein. Daher verlegte er seine Hauptstadt 247 in eine "ummauerte Stadt in der Ebene" (平壤城, Pyeongyangseong) und verlegte sein Volk und seine heiligen Schreine, während er Wandu Shancheng dem Verfall überließ. Von dieser neuen Hauptstadt aus unterzog sich Goguryeo einer bedeutenden Reorganisation, insbesondere im Hinblick auf seine wirtschaftliche Basis, um sich von der Verwüstung durch die Hände der Wei zu erholen. Da die Ressourcen von Okjeo und Ye entzogen wurden, war Goguryeo auf die Produktion der alten Hauptstadtregion Jolbon angewiesen, während es in anderen Richtungen nach neuen landwirtschaftlichen Flächen suchte.
Die Geschichte Goguryeos in der zweiten Hälfte des 3. Jahrhunderts war geprägt von Goguryeos Versuchen, nahe gelegene Regionen zu stärken und die Stabilität wiederherzustellen, als es mit Rebellionen und fremden Eindringlingen in Konflikt geriet, darunter wieder die Wei im Jahr 259, in dem Goguryeo die Wei bei Yangmaek besiegte, und die Sushen im Jahr 280, in dem Goguryeo einen Gegenangriff auf die Sushen startete und deren Hauptstadt besetzte. Der Samguk-Sagi zufolge versammelte König Jungcheon während der Wei-Invasion im Jahr 259 seine Elite-Kavallerie, die 5.000 Mann zählte, und besiegte die einfallende Wei-Armee in einem Tal in Yangmaek, wobei 8.000 Feinde getötet wurden. Goguryeos Vermögen stieg während der Herrschaft von König Micheon (300-331) erneut an, als der König die Schwäche von Wei's Nachfolger, der Jin-Dynastie, ausnutzte und die Komtureien von Lelang und Daifang der zentralen chinesischen Kontrolle entzog. Zu diesem Zeitpunkt schloss Goguryeo eine siebzigjährige Erholungsphase ab und wandelte sich "von einem chinesischen Grenzstaat, der hauptsächlich durch die Plünderung der chinesischen Außenposten im Nordosten bestand, in ein Königreich mit Zentrum in Korea selbst, in dem die ehemals unabhängigen Stammesgemeinschaften der Okjeo und anderer Völker zusammengeschlossen worden waren".
Aus historiographischer Sicht sind die Expeditionen der zweiten Kampagne von Bedeutung, da sie detaillierte Informationen über die verschiedenen Völker der koreanischen Halbinsel und der Mandschurei liefern, wie z. B. Goguryeo, Buyeo, Okjeo, Ye und Yilou. Die Expedition, deren Umfang in diesen Regionen beispiellos ist, brachte den Chinesen aus erster Hand Wissen über Topographie, Klima, Bevölkerung, Sprache, Sitten und Gebräuche dieser Gebiete und wurde von dem zeitgenössischen Historiker Yu Huan ordnungsgemäß in die Weilüe-Texte aufgenommen. Obwohl das ursprüngliche Weilüe heute verloren ist, wurde sein Inhalt in den Aufzeichnungen der drei Königreiche aufbewahrt, wo die Berichte der Goguryeo-Expedition im "Kapitel über die östlichen Barbaren" (東夷傳, Dongyi Zhuan) enthalten sind – es gilt als die wichtigste einzelne Informationsquelle für die Kultur und Gesellschaft der frühen koreanischen Staaten und Völker.